# Takács Mária (súlyemelő)
Takács Mária (Törökszentmiklós, 1966. március 6. –) magyar súlyemelő, atléta, súlylökő. A Budapesti Tanítóképző Főiskolán diplomázott. Polgári foglalkozásként az Iharos Sándor Sportközalapítvány titkáraként dolgozott.

## Pályafutása

### Súlyemelőként
A női mezőnyben a Takács nővérek – edző édesapjukkal karöltve – úttörő szerepet játszottak a honi súlyemelés beindulásában, illetve elismertségében, nem beszélve az eredményességéről. Kettőjük közül Erika szerezte az első világbajnoki címet Magyarországnak, Takács Erika Eb-aranyig és vb-aranyig  (1995. Kína) jutott, de ketten együtt világversenyeken így is több mint negyven érmet gyűjtöttek.
Sportpályafutását a Ferencvárosi Torna Club súlylökőjeként, diszkoszvetőjeként indította, ahol ifjúsági bajnok lett. 1986–1987 között az MTK-VM, 1988–1989 között az Oroszlányi Bányász, majd 1990–1992 között a BSE súlyemelő-szakosztályában, 1993-tól a Veresegyházi Fitness SE súlyemelője.
Veresegyházon édesapja, Takács István irányítása alatt lett kiemelkedően eredményes súlyemelő, az Oroszlányi Bányásznál érett kész versenyzővé, jelenleg a XV. kerületi REAC Sportiskola SE Súlyemelő Szakosztályban versenyez, a plusz 75 kg-ban. Aktív pályafutását 2000-ben fejezte be. 2004-ig bírta ki a tárcsák emelgetése nélkül. Edző édesapjának az irányítása mellett újrakezdte, s az otthoni edzőteremben már nem csupán kedvtelésből emelgette a súlyokat, hanem készült, hogy a korosztályos világvetélkedőn, a sportág mesterei között is próbára tegye magát.

#### Kiemelkedő eredményei

##### Olimpia
Ausztrália egyik nagyvárosa Sydney adott otthont a XXVII., a 2000. évi nyári olimpiai játékok súlyemelő tornájának. Sportpályafutása alatt csak ezen az olimpián indulhatott volna, de a sportvezetés nem biztosított részére helyet. Fel is hagyott a versenyszerű súlyemeléssel, a jogos csalódottság ezúttal erősebbnek bizonyult a versenyszellemnél.

##### Világbajnokság
Korábban 33 világbajnoki érmet ünnepelhetett, ami a női súlyemelő sportban páratlan bravúr. Ebből 14 ezüst érem és 19 bronzérem.

###### Masters (Senior) Világbajnokság
A sportág mesterei között 2004-ben Bécs-Badenben, 2005-ben Kanadában, majd 2008-ban Görögországban, harmadik alkalommal lett világbajnok, a 40 és 44 év közöttiek kategóriájában, országos csúcsokkal szakításban (72 kg), lökésben (93 kg) és persze összetettben (165 kg) is. A hiányévekre „orvosi igazolása” van: átmenetileg azért hagyta abba ismét, mert szült, fiúgyermeknek lett az édesanyja. Jelenleg 9-szeres világbajnok.

##### Európa-bajnokság
32 Európa-bajnoki éremmel büszkélkedhet. Ebből 12 arany, 15 ezüst és 5 bronz érem[forrás?]

##### Országos bajnokság
14-szeres magyar bajnok.

## Sikerei, díjai
Kiemelkedő sporteredményeinek elismeréseként a Nemzetközi Súlyemelő Szövetség (IWF), a mögöttünk hagyott évszázad legjobb női súlyemelőjének választotta meg Isztambulban 2005-ben.”THE BEST OF 100 YEARS”
2006 év végén vehette át azt a tekintélyes  díjat, mely szerint, a Halhatatlanok Klubjának   (Hall of Fame Of Weightlifting) tagjává választotta a Nemzetközi Súlyemelő Szövetség  vezető tisztségviselőinek kuratóriuma. Takács Mária – áll az indoklásban – azzal szolgált rá a kitüntetésre, hogy szinte utolérhetetlen rekordként pályafutása alatt 12 világbajnokságon 33-at megszerzett a lehetséges 36 éremből.
2016-ban az Európai Súlyemelő Szövetség (EWF) legmagasabb tiszteletdíját vehette át a szövetség elnökségének egyhangú javaslatára, elismeréséül annak, amit a súlyemelő sportágban nyújtott (Gold Collar For Sporting Merit”).
A kormány a Magyar Köztársaság Arany Érdemkeresztje kitüntetést adományozta érdemei elismeréseként.
- Csík Ferenc-díj (2017)[1]